# Kapsalon Romy
Pour plus de détails, voir Fiche technique et Distribution.
Kapsalon Romy est un film dramatique néerlandais réalisé par Mischa Kamp et sorti en 2019,. Le scénario du film est basé sur le livre du même nom de Tamara Bos.
Au Festival du film néerlandais 2019 à Utrecht, le film a obtenu quatre Veaux d'or dont celui de la meilleure actrice pour Beppie Melissen. 
En juillet 2019, Kapsalon Romy a été présélectionné pour l'entrée néerlandaise pour l'Oscar du meilleur film international à la 92e cérémonie des Oscars, mais le film n'a pas été sélectionné.

## Fiche technique
- Titre original : Kapsalon Romy
- Réalisation : Mischa Kamp
- Scénario : Tamara Bos
- Photographie : Melle van Essen
- Montage : Sander Vos
- Musique : Jacob Meijer, Alexander Reumers
- Pays de production : Pays-Bas
- Langue originale : néerlandais
- Format : couleur
- Genre : drame
- Durée : 90 minutes
- Dates de sortie :
  - Israël : 18 juillet 2019 (Tel-Aviv Children Film Festival)
  - Pays-Bas : 29 septembre 2019 (Nederlands Film Festival)
  - Pays-Bas : 2 octobre 2019
  - Belgique : 13 octobre 2019 (Gent International Film Festival)

## Distribution
- Vita Heijmen : Romy
- Beppie Melissen : Stine Rasmussen
- Noortje Herlaar : Margot
- Guido Pollemans : Willem
- Jeroen Bohlken : Truckdriver
- Mustafa Duygulu : Jonge arts
- Sascha Alexander Gersak : German Truckdriver
- Aus Greidanus : van Putten
- Markoesa Hamer : Sandra
- Micha Hulshof : Hotelmedewerker
- Anna Keuning : Verzorgster Weidehof
- Bianca Krijgsman : Bettie van de Bakker
- Rick Nicolet : Mevrouw Marie
- Anna Raadsveld : Juf Paulien
- Wendy Riksen : Moeder Tess
- Delilah Araujo Silva : Tess
- Edwin Termaat : Sjon
- Joke Tjalsma : Mevrouw ten Berghe
- George Tobal : George
- Maurits van den Berg : Kassaleverancier
- Conny Wilhelmus : Thuishulp

## Récompenses et distinctions
- (en) Kapsalon Romy: Awards, sur l'Internet Movie Database